# Stationspostkantoor

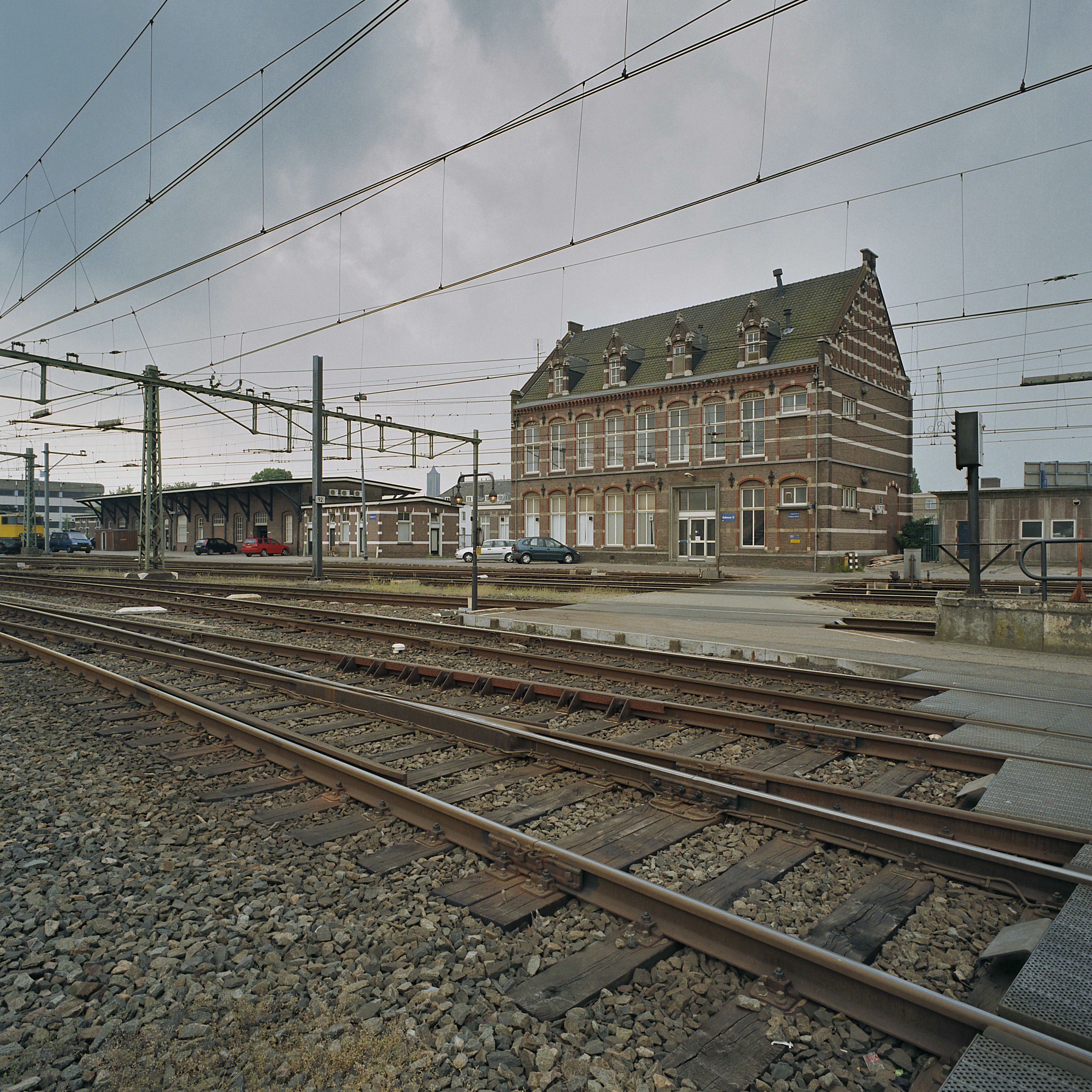
Het vroegere stationspostkantoor van Arnhem, hier nog op zijn oorspronkelijke plaats, op een foto uit 2004. Het is ontworpen door Cornelis Peters en in 1887 in gebruik genomen. In 1961 verloor het zijn functie als postkantoor en sindsdien werd het gebruikt als ruimte voor het NS-personeel. In 2005 werd het gebouw gesloopt en in de jaren 2007 en 2008 opnieuw opgebouwd in de wijk Klarendal. Daar is het nu onder de naam Station Klarendal een ‘modecentrum’ met winkels, woningen, ateliers en een horecavoorziening.

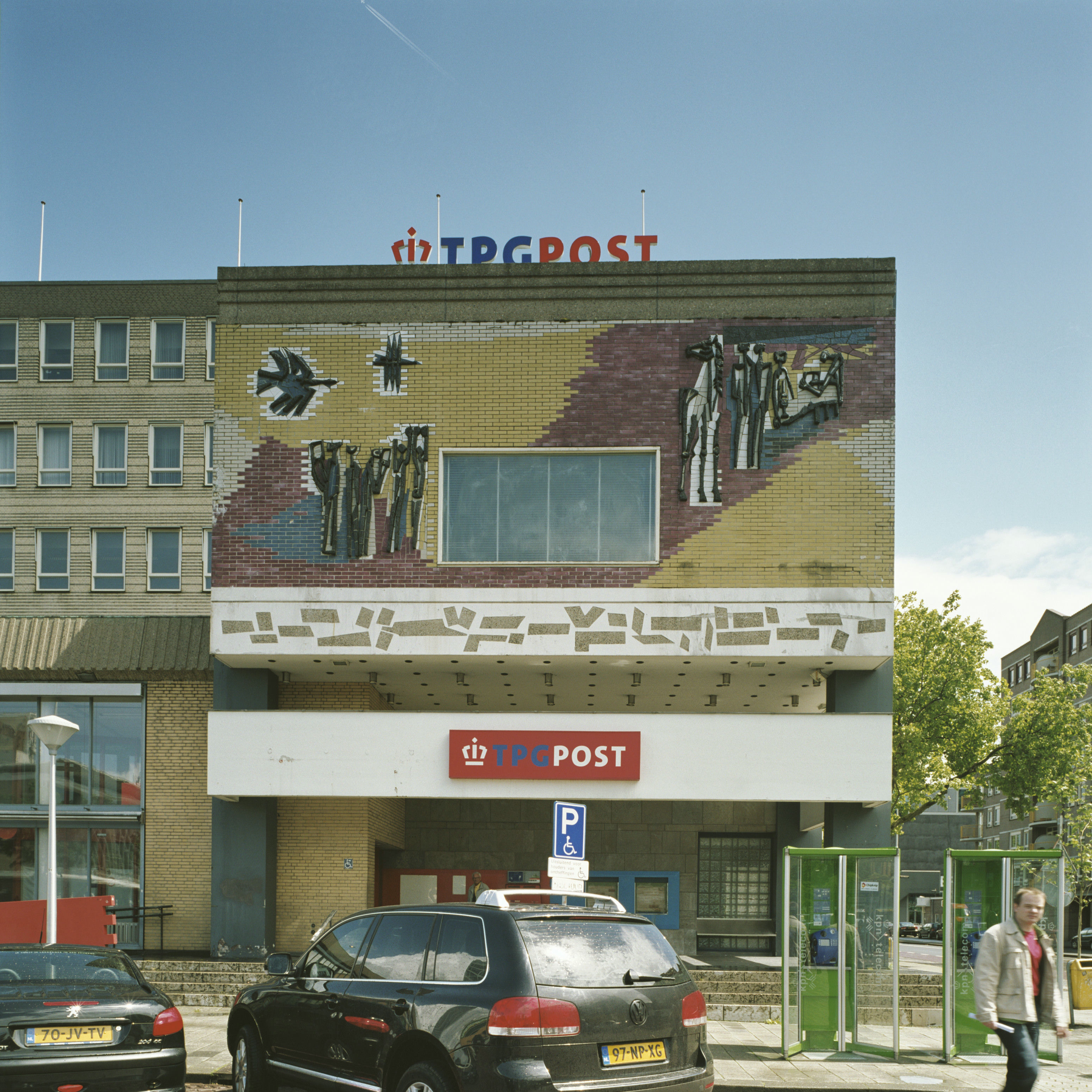
Het stationspostkantoor van Eindhoven met een kunstwerk van Wally Elenbaas, gefotografeerd in 2005. Het werd gebouwd in 1961 en ging dicht in 2005. Het is begin 2015 gesloopt.

Een stationspostkantoor is een postkantoor in een spoorwegstation of in de directe omgeving daarvan.
Een stationspostkantoor is iets anders dan een spoorwegpostkantoor. Een spoorwegpostkantoor bevindt zich in een treinwagon die op een bepaald spoortraject rijdt en onderweg post in- en uitlaadt op de perrons van de stations die hij aandoet. Die post wordt tijdens de reis gesorteerd. Een stationspostkantoor heeft doorgaans ook een sorteercentrum en geeft de gesorteerde post met de trein mee. In de trein hoeft deze post dus niet meer gesorteerd te worden.

## Post per trein
Al vanaf het eerste begin van de spoorwegen in de eerste helft van de 19e eeuw werden treinen ingezet voor het postvervoer. De postdienst sloot daartoe een contract af met de spoorwegmaatschappijen. Treinen zorgden voor het vervoer van de post over langere afstanden; de postkoets werd teruggedrongen tot de kortere trajecten en het vervoer van een station naar een plaats die geen station had. In de 20e eeuw werd de rol van de postkoets overgenomen door de postauto en de postbus.
Al spoedig werden bij belangrijke stations stationspostkantoren gebouwd, die een belangrijke rol speelden bij de overdracht van de post van de postdienst naar de trein en omgekeerd. In het postkantoor werd de post gesorteerd, in postzakken gedaan en met de trein meegegeven, dan wel uit de trein gehaald en gedistribueerd over de andere postkantoren in de regio.
De rol van de spoorwegpostkantoren raakte in de meeste landen uitgespeeld in de eerste helft van de 20e eeuw. Hun rol als postdistributiecentrum werd overgenomen door de stationspostkantoren. In veel landen bleef het nog lange tijd wel mogelijk een brief met de trein mee te geven. In Nederland verdween die mogelijkheid in 1979.
In veel landen, waaronder Nederland, werden vanaf de jaren zestig personenvervoer en postvervoer steeds meer gescheiden. Voor het postvervoer werden aparte postperrons gebouwd, waar het publiek niet mocht komen. De Nederlandse PTT bouwde een eigen net van posttreinen op tussen de postperrons van twaalf grote stationspostkantoren: Amsterdam, Arnhem, Den Haag, Groningen, Haarlem, 's-Hertogenbosch, Leeuwarden, Rotterdam, Roosendaal, Sittard, Utrecht en Zwolle. 
Dat systeem bleek niet blijvend te voldoen. Het vervoer van post per trein raakte steeds meer in de verdrukking dankzij de groei van het reizigersvervoer. In de jaren negentig besloot PTT Post de posttreinen te vervangen door vrachtwagens. Op 20 mei 1997 reed de laatste Nederlandse posttrein. In andere landen deden zich soortgelijke ontwikkelingen voor.

## Betekenis van het stationspostkantoor
Het voordeel van het stationspostkantoor was dat alle postale handelingen werden verricht op de plaats vanwaar de post ook werd getransporteerd. Een brief die daar op de bus ging, was korter onderweg dan een brief die vanaf een andere plaats werd verzonden, al was dat verschil doorgaans marginaal.
Toen het vervoer per trein plaatsmaakte voor vervoer per vrachtwagen, verdwenen de voordelen van een postkantoor bij het station. Vele daarvan werden dan ook gesloten. In Nederland zijn sinds oktober 2011 overigens helemaal geen postkantoren meer te vinden. Er zijn enkel nog verkooppunten voor diensten van PostNL, deze bevinden zich zelden in de buurt van een station.

## Eigen stempels
Stationspostkantoren gebruiken meestal eigen poststempels, de stationsstempels. In Nederland hadden die stempels doorgaans de tekst ‘plaatsnaam-station’, bijvoorbeeld ‘AMSTERDAM-CENTRAAL STATION’ of ‘ARNHEM-STATION’. Dat gold ook voor Frankrijk, waar bijvoorbeeld het stationspostkantoor van Marseille eerst stempels gebruikte met ‘MARSEILLE (GARE)’ en later met ‘MARSEILLE-GARE’.
Ook in het Keizerrijk Rusland hadden de ‘stationsstempels’ de tekst ‘plaatsnaam station’, dus bijvoorbeeld ‘ВИТЕБСКЪ ВОКЗАЛЪ’ (Vitebsk Station). Later gebruikte de Sovjet-Unie stempels met de afkorting ПЖДП (van ‘Прижелезнодорожный Почтамт’, stationspostkantoor) achter de plaatsnaam.
In Duitsland werden eerst stempels gebruikt met de toevoeging ‘Bahnhof’ of ‘Bhf’ aan de plaatsnaam. Op het eind van de 19e eeuw kregen alle postkantoren in een stad een nummer: Leipzig 1, Leipzig 2, Leipzig 3, enzovoort. Het postkantoor met de 1 was bijna altijd het hoofdpostkantoor, dat met de 2 het stationspostkantoor. De uitzondering was Danzig; daar was weliswaar Danzig 1 het hoofdpostkantoor, maar Danzig 5 het stationspostkantoor.
Ook Polen nummerde zijn postkantoren en ook hier was 1 het hoofdpostkantoor en 2 het stationspostkantoor. Toen Danzig in 1945 bij Polen werd gevoegd, kreeg het stationspostkantoor het stempel Gdańsk 2.
Een stempel van een stationspostkantoor is iets anders dan een haltestempel. De postambtenaren in een rijdend spoorwegpostkantoor hadden stempels bij zich met de naam van iedere halte die hun trein aandeed. Kregen ze bijvoorbeeld op de halte Appingedam een brief mee, dan moesten ze op die brief het haltestempel Appingedam zetten.

## Stationsstempels

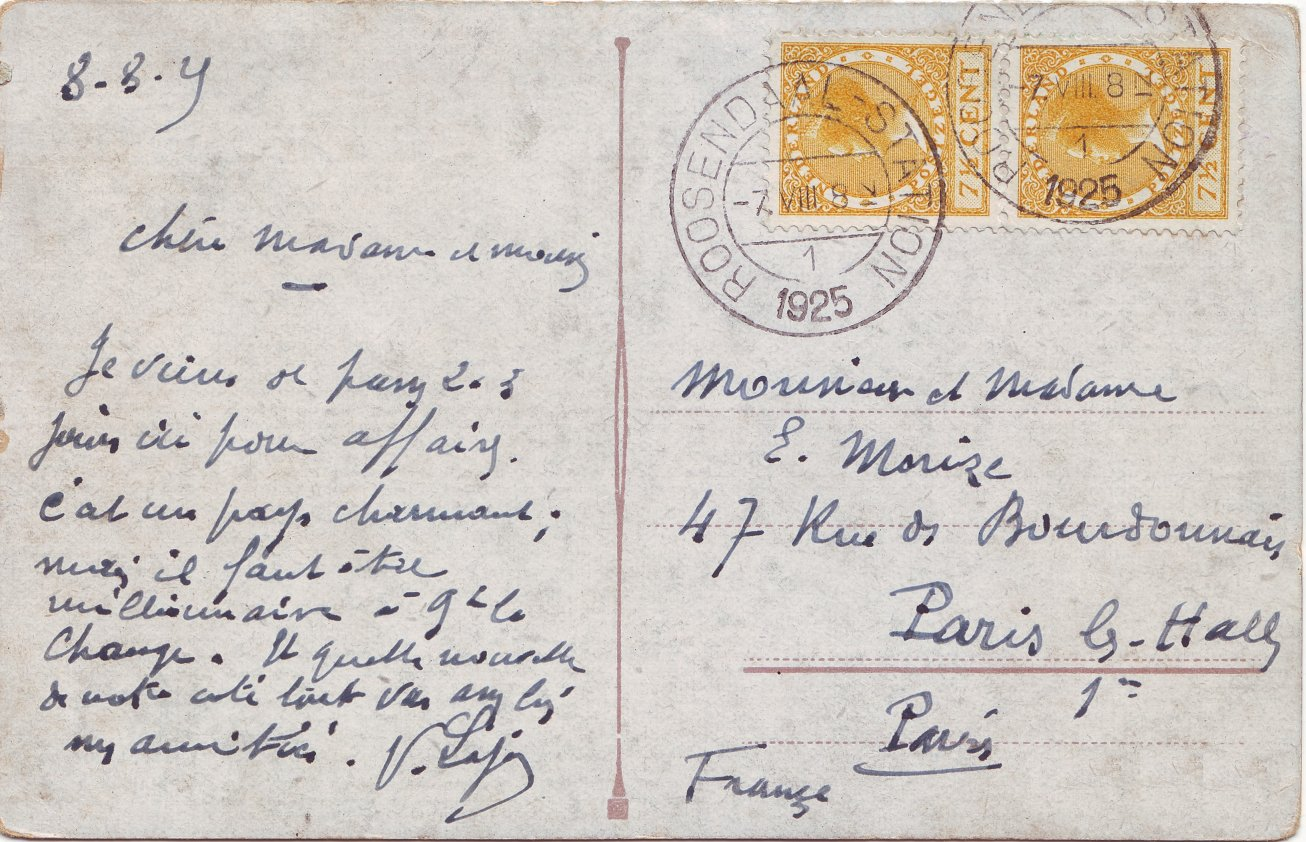
Ansichtkaart, verzonden op 7 augustus 1925 van het stationspostkantoor in Roosendaal naar Parijs
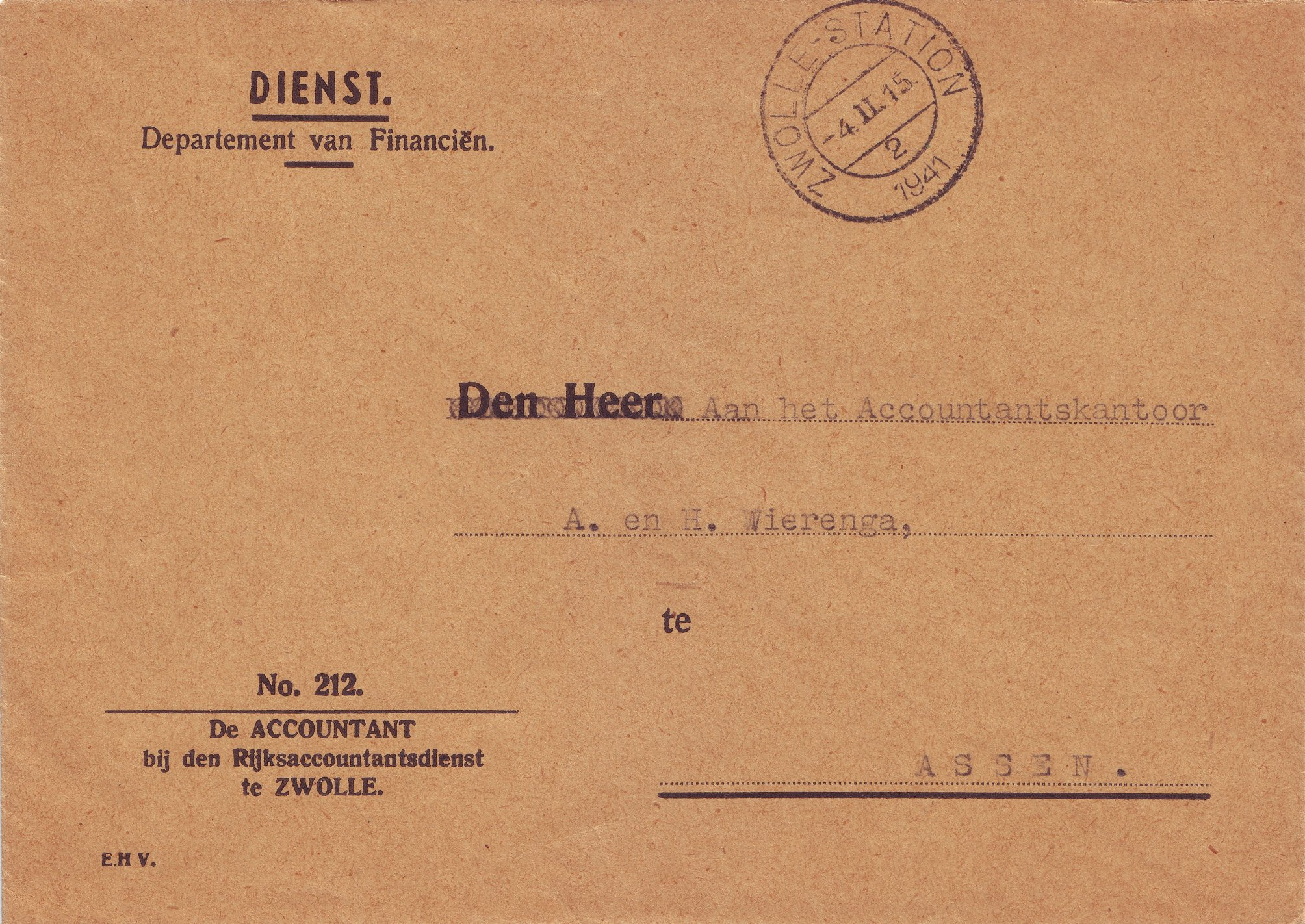
Dienstbrief van de Rijksaccountantsdienst te Zwolle, verzonden naar Assen op 4 februari 1941 vanaf het stationspostkantoor in Zwolle
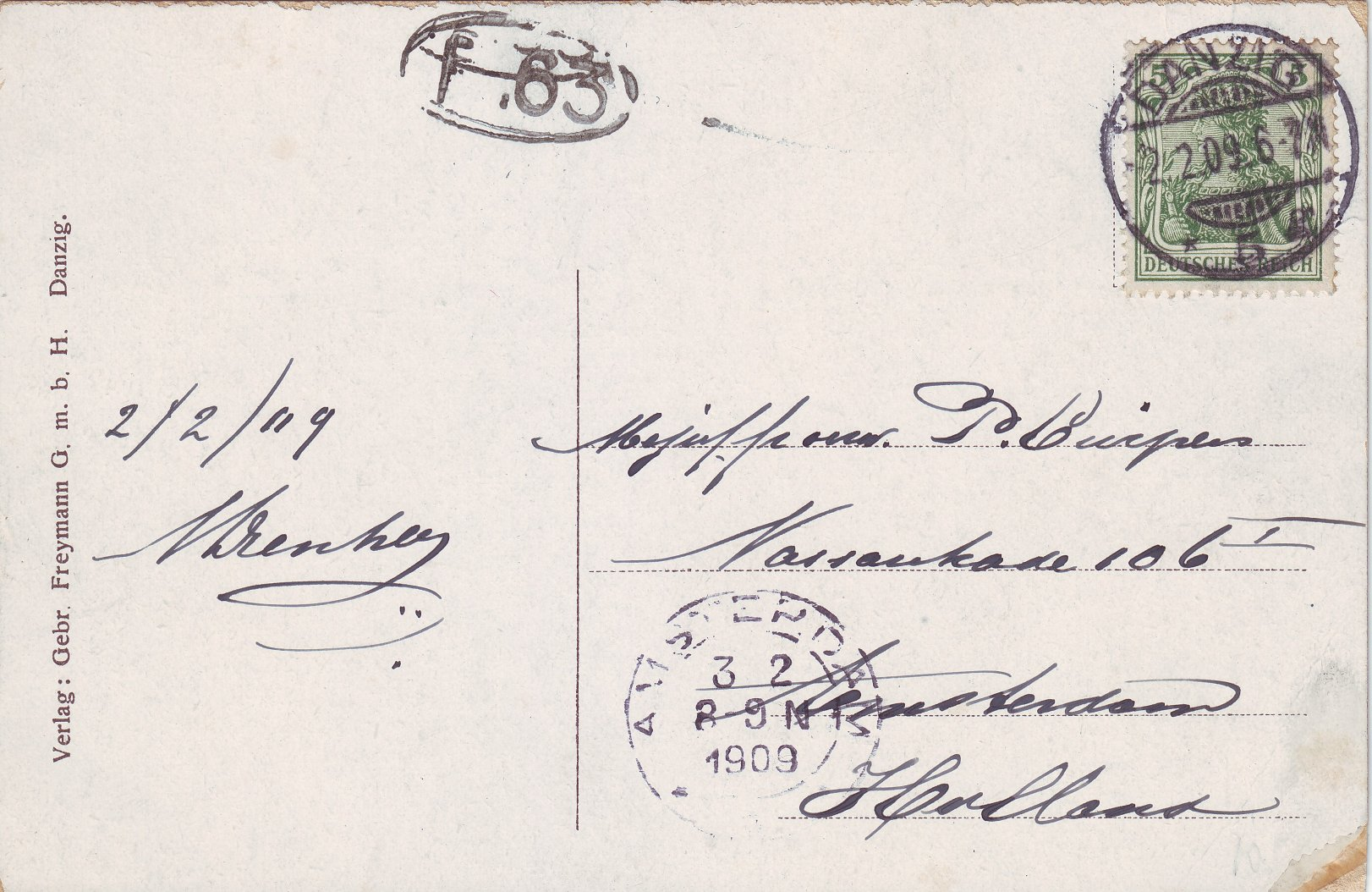
Ansichtkaart, verzonden op 2 februari 1909 van het postkantoor Danzig 5 (het stationspostkantoor) naar Amsterdam
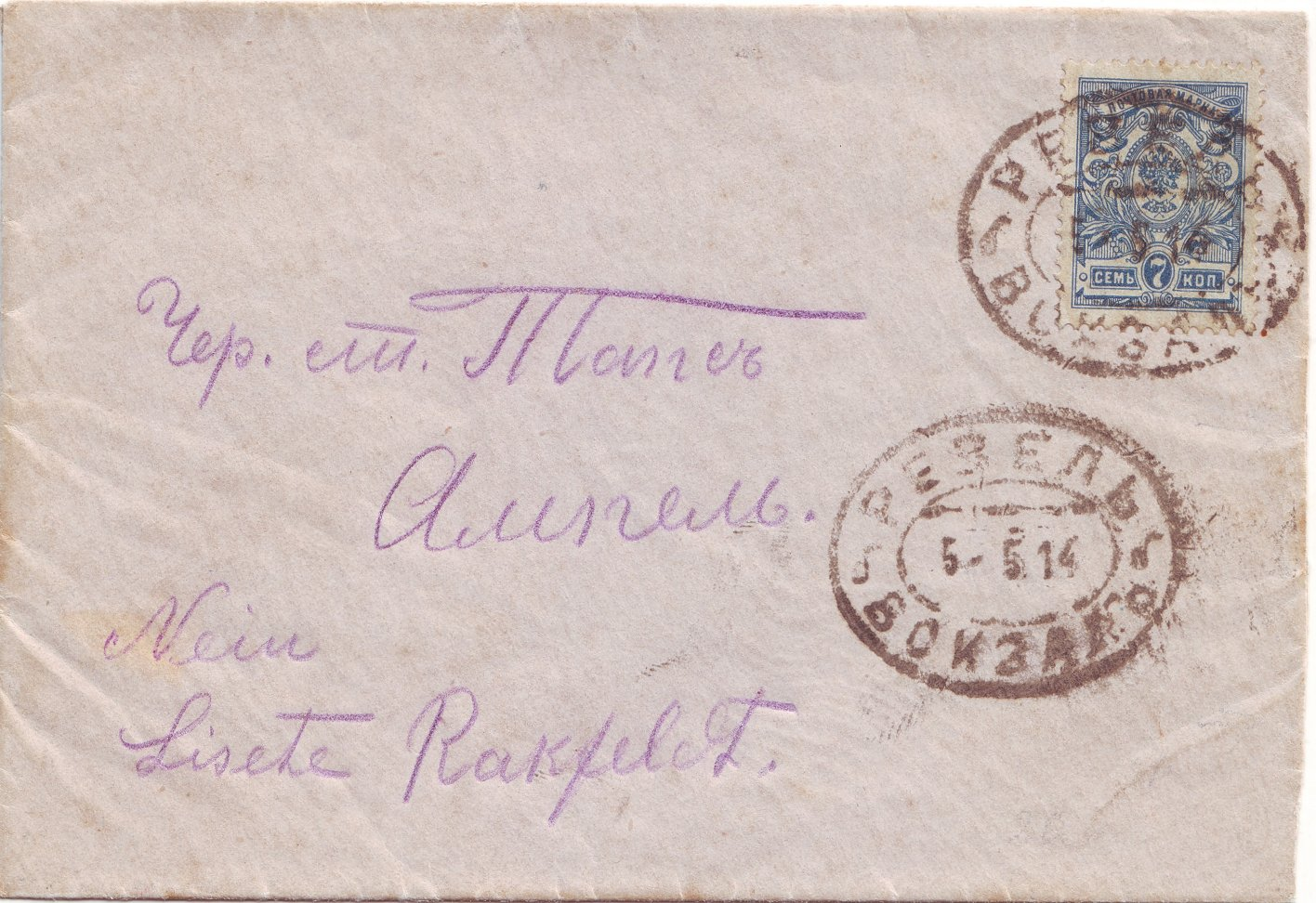
Brief, verzonden op 7 mei 1914 van het stationspostkantoor in Reval (het huidige Tallinn in Estland) naar Ampel (het huidige Ambla)